# Юдіт Гессе
Юдіт Гессе (нім. Judith Hesse; 3 вересня 1982, м. Ерфурт, Німеччина) — німецька ковзанярка-спринтерша, яка виступає в ковзанярському спорті на професійному рівні з 1998 року. Це її другий олімпійський турнір, як учасник зимових Олімпійських ігор не добивалася значних успіхів. На світових форумах ковзанярів почали приходити успіхи з 2008-2009 років, до тих пір спортсменка доволі успішно виступала в різних юніорських турнірах-форумах.

## Найкращі особисті результати
Станом на 21 листопада за Юдіт Гессе спостерігалися такі найкращі результати (за дисциплінами):
| Дистанція | Особистий час | Дата            | Місце події         |
| --------- | ------------- | --------------- | ------------------- |
| 500 м     | 38,15         | 12 грудня 2009  | Солт Лейк Сіті, США |
| 1000 м    | 1:15,91       | 11 березня 2007 | Солт Лейк Сіті, США |
| 1.500 м   | 2:01,07       | 21 березня 2002 | Калгарі, Канада     |
| 3.000 м   | 4.23,68       | 22 березня 2002 | Калгарі, Канада     |
| 5.000 м   |               |                 |                     |

## Медальні досягнення за дисциплінами
Станом на 21 листопада за Єнні Вольф здобувала трофеї на різних дистанціях (за дисциплінами):
| Досягнення        | 100 м | 500 м | 1000 м | 3000 м | 5000 м | Командні |
| ----------------- | ----- | ----- | ------ | ------ | ------ | -------- |
| 1. «золото»       | 1     |       |        |        |        |          |
| 2. «срібло»       | 4     |       |        |        |        |          |
| 3. «бронза»       | 2     |       |        |        |        |          |
| «10-ка найкращих» | 5     | 6     | 2      |        |        |          |